# Мурахівська сільська рада
Мура́хівська сільська́ ра́да — колишній орган місцевого самоврядування в Березнегуватському районі Миколаївської області. Адміністративний центр — село Мурахівка.

## Загальні відомості
- Територія ради: 62,35 км²
- Населення ради: 1 585 осіб (станом на 2001 рік)

## Населені пункти
Сільській раді підпорядковані населені пункти:
- с. Мурахівка
- с-ще Березнегувате
- с. Велике Артакове
- с. Калинівка
- с. Тернівка

## Склад ради
Рада складається з 12 депутатів та голови.
- Голова ради: Бойко Сергій Сергійович
- Секретар ради: Соколова Олена Володимирівна

### Керівний склад попередніх скликань
| Прізвище, ім'я, по батькові    | Основні відомості                                                 | Дата обрання | Дата звільнення |
| ------------------------------ | ----------------------------------------------------------------- | ------------ | --------------- |
| Ацеховський Дмитро Миколайович | Сільський голова, 1982 року народження, безпартійний              | 26.03.2006   | 20.08.2008      |
| Савченко Петро Савелійович     | Сільський голова, 1950 року народження, член Партії регіонів      | 15.03.2009   | 31.10.2010      |
| Спицький Анатолій Андрійович   | Сільський голова, 1960 року народження, освіта вища, безпартійний | 31.10.2010   |                 |

Примітка: таблиця складена за даними сайту Верховної Ради України